# Zobor (sommet)
Pour les articles homonymes, voir Zobor.
Le Zobor, culminant à 588 m d'altitude, (prononciation slovaque : [ˈzɔbɔr]) est un sommet situé dans la partie méridionale des monts Tribeč dans les Carpates occidentales de Slovaquie.

## Géographie

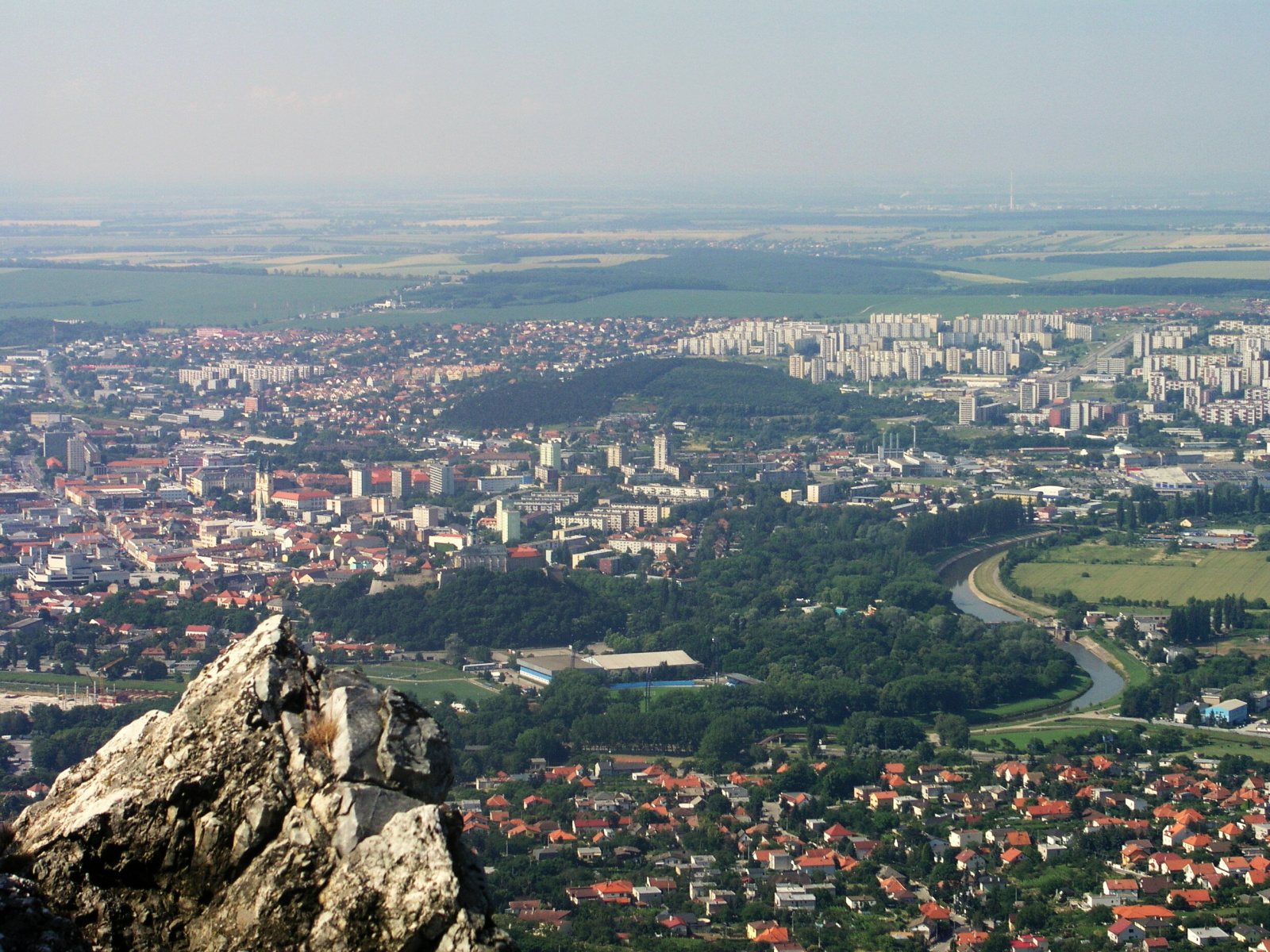
Vue panoramique de Nitra depuis l’émetteur du mont Zobor.

Le Zobor se trouve à proximité de la ville de Nitra. Situé à 588 m d’altitude, le sommet est accessible par un sentier de randonnée balisé depuis Nitra (Zobor, Dražovce) ou Žirany.
Près du sommet se trouve un émetteur radio et de télévision. Un téléphérique permettait d’y monter de 1970 à 1993 ; il a été démonté en 2009.

## Histoire
Le sommet doit son nom à un chef slave qui fut vaincu par les Magyars vers 895 et pendu sur le mont. Un monastère, mentionné dans l’acte de Zobor (c. 1110), se trouvait sur le mont Zobor.